# بيغار
بيغار هي بلدة، في كندا، تقع في ساسكاتشوان، بلغ عدد سكانها 2,161 نسمة وذلك حسب إحصائيات سنة 2011، تبلغ مساحتها 15.75 كيلومتر مربع.

## الموقع
تشترك في الحدود مع:
- نورث باتلفورد.

## المناخ
يظهر الجدول التالي التغييرات المناخية على مدار السنة لبيغار:
| البيانات المناخية لـبيغار         | البيانات المناخية لـبيغار | البيانات المناخية لـبيغار | البيانات المناخية لـبيغار | البيانات المناخية لـبيغار | البيانات المناخية لـبيغار | البيانات المناخية لـبيغار | البيانات المناخية لـبيغار | البيانات المناخية لـبيغار | البيانات المناخية لـبيغار | البيانات المناخية لـبيغار | البيانات المناخية لـبيغار | البيانات المناخية لـبيغار | البيانات المناخية لـبيغار |
| الشهر                             | يناير                     | فبراير                    | مارس                      | أبريل                     | مايو                      | يونيو                     | يوليو                     | أغسطس                     | سبتمبر                    | أكتوبر                    | نوفمبر                    | ديسمبر                    | المعدل السنوي             |
| --------------------------------- | ------------------------- | ------------------------- | ------------------------- | ------------------------- | ------------------------- | ------------------------- | ------------------------- | ------------------------- | ------------------------- | ------------------------- | ------------------------- | ------------------------- | ------------------------- |
| الدرجة القصوى °م (°ف)             | 15.6 (60.1)               | 15.0 (59.0)               | 24.5 (76.1)               | 32.8 (91.0)               | 36.7 (98.1)               | 40.0 (104.0)              | 40.0 (104.0)              | 40.0 (104.0)              | 36.7 (98.1)               | 34.4 (93.9)               | 21.7 (71.1)               | 15.0 (59.0)               | 40.0 (104.0)              |
| متوسط درجة الحرارة الكبرى °م (°ف) | −10.1 (13.8)              | −6.4 (20.5)               | 0.4 (32.7)                | 10.9 (51.6)               | 18.0 (64.4)               | 22.2 (72.0)               | 25.1 (77.2)               | 24.8 (76.6)               | 17.9 (64.2)               | 10.0 (50.0)               | −1.7 (28.9)               | −8 (18)                   | 8.6 (47.5)                |
| المتوسط اليومي °م (°ف)            | −14.8 (5.4)               | −11.4 (11.5)              | −4.7 (23.5)               | 4.6 (40.3)                | 11.2 (52.2)               | 15.7 (60.3)               | 18.4 (65.1)               | 17.8 (64.0)               | 11.5 (52.7)               | 4.2 (39.6)                | −5.9 (21.4)               | −12.6 (9.3)               | 2.8 (37.0)                |
| متوسط درجة الحرارة الصغرى °م (°ف) | −19.5 (−3.1)              | −16.4 (2.5)               | −9.8 (14.4)               | −1.8 (28.8)               | 4.3 (39.7)                | 9.2 (48.6)                | 11.7 (53.1)               | 10.9 (51.6)               | 5.0 (41.0)                | −1.6 (29.1)               | −10.1 (13.8)              | −17.1 (1.2)               | −2.9 (26.8)               |
| أدنى درجة حرارة °م (°ف)           | −45.6 (−50.1)             | −46.7 (−52.1)             | −37.2 (−35.0)             | −31.7 (−25.1)             | −11.1 (12.0)              | −3.9 (25.0)               | 0.0 (32.0)                | −3.3 (26.1)               | −9.4 (15.1)               | −25 (−13)                 | −34 (−29)                 | −42.5 (−44.5)             | −46.7 (−52.1)             |
| الهطول مم (إنش)                   | 19.2 (0.76)               | 9.6 (0.38)                | 15.7 (0.62)               | 24.8 (0.98)               | 44.0 (1.73)               | 58.6 (2.31)               | 67.1 (2.64)               | 48.7 (1.92)               | 37.1 (1.46)               | 18.5 (0.73)               | 15.3 (0.60)               | 17.7 (0.70)               | 376.3 (14.81)             |
| المصدر: Environment Canada        |                           |                           |                           |                           |                           |                           |                           |                           |                           |                           |                           |                           |                           |

## أعلام
- ديف كاتلر
- جورج كينغستون
- برناديت مكدونالد
- جاك رامزي
- ساندرا شميلير